# New Carlisle (Indiana)
New Carlisle è un comune degli Stati Uniti d'America, situato nello Stato dell'Indiana, nella contea di St. Joseph.